# NV Abrolhos (M-19)
O NV Abrolhos é um navio-varredor que foi operado pela Marinha do Brasil e a quinta embarcação da Classe Aratu. Foi incorporado à Armada em 25 de fevereiro de 1976, quando passou à subordinação do Comando do 2º Distrito Naval.
Acumulando 1.305 dias de mar e 176.828,9 milhas náuticas navegadas em quase quatro décadas de serviço, o Abrolhos adestrou muitas gerações de marinheiros nas Operações de Contramedida de Minagem, uma vez que foi desenvolvido para varrer minas de contato e de influência. O navio foi construído em madeira, com baixa assinatura magnética e equipado para tarefas de varredura mecânica, acústica, magnética e combinada.
O Abrolhos despediu-se do serviço ativo no dia 20 de agosto de 2015.

## Construção
Quinto navio da Classe Aratu, composta por um total de seis navios-varredores, o Abrolhos foi construído pelo estaleiro Abeking & Rasmussen, na cidade de Lemwerder, na Alemanha, e teve a quilha batida em 25 de maio de 1973, sendo lançado ao mar no dia 7 de maio de 1974. Foi incorporado à Armada em 25 de fevereiro de 1976, quando passou à subordinação do Comando do 2º Distrito Naval.

## Origem do nome
Abrolhos é um arquipélago que localiza-se no Oceano Atlântico, no sul do litoral estado da Bahia. Abrolhos vem da advertência de navegantes portugueses devido aos perigos de navegação na área, é uma corruptela de “abram os olhos”. É o primeiro navio na Marinha do Brasil a utilizar este nome.